# Annamaria Cancellieri

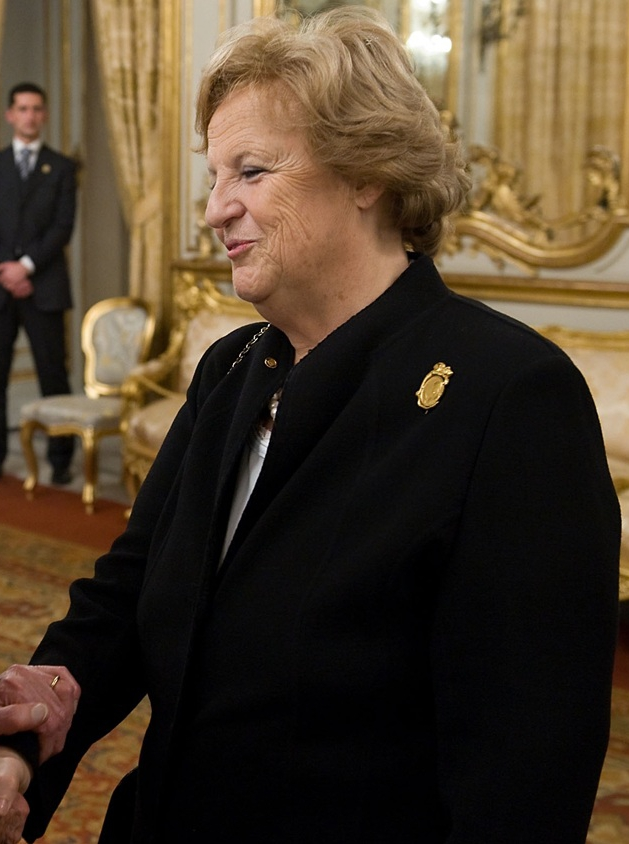
Annamaria Cancellieri

Annamaria Cancellieri (* 22. Oktober 1943 in Rom) ist eine italienische parteilose Politikerin. Von November 2011 bis April 2013 war sie italienische Innenministerin im Kabinett Monti, danach bis Februar 2014 Justizministerin im Regierung Letta. Ihr ging der Ruf voraus, „la risolvaproblemi“ („die Problemlöserin“) zu sein.
Sie studierte Politikwissenschaft, trat 1972 in den Dienst des Innenministeriums und wurde 1993 erstmals zur Präfektin ernannt. Die 109 italienischen Provinzen haben jeweils eine Präfektur, die von einem Präfekten geleitet wird, der für Sicherheit und Ordnung zuständig ist. Cancellieri leitete während ihrer Laufbahn nacheinander fünf dieser Präfekturen, nämlich in Catania, Genua, Vicenza, Bergamo und Brescia. Außerdem leitete sie kommissarisch die Gemeinden Parma (März–Mai 1994 und Oktober–November 2011) und Bologna (Februar 2010-Mai 2011).
Sie befand sich seit 2009 im Ruhestand, als Mario Monti sie zur Ministerin ernannte. Im April 2013 wurde sie als mögliche Kandidatin des bürgerlichen Lagers für die italienische Staatspräsidentschaft gehandelt.
Annamaria Cancellieri, die in der ehemaligen italienischen Kolonie Libyen aufwuchs, ist verheiratet, zweifache Mutter und Großmutter.